# Koninklijke Brill NV

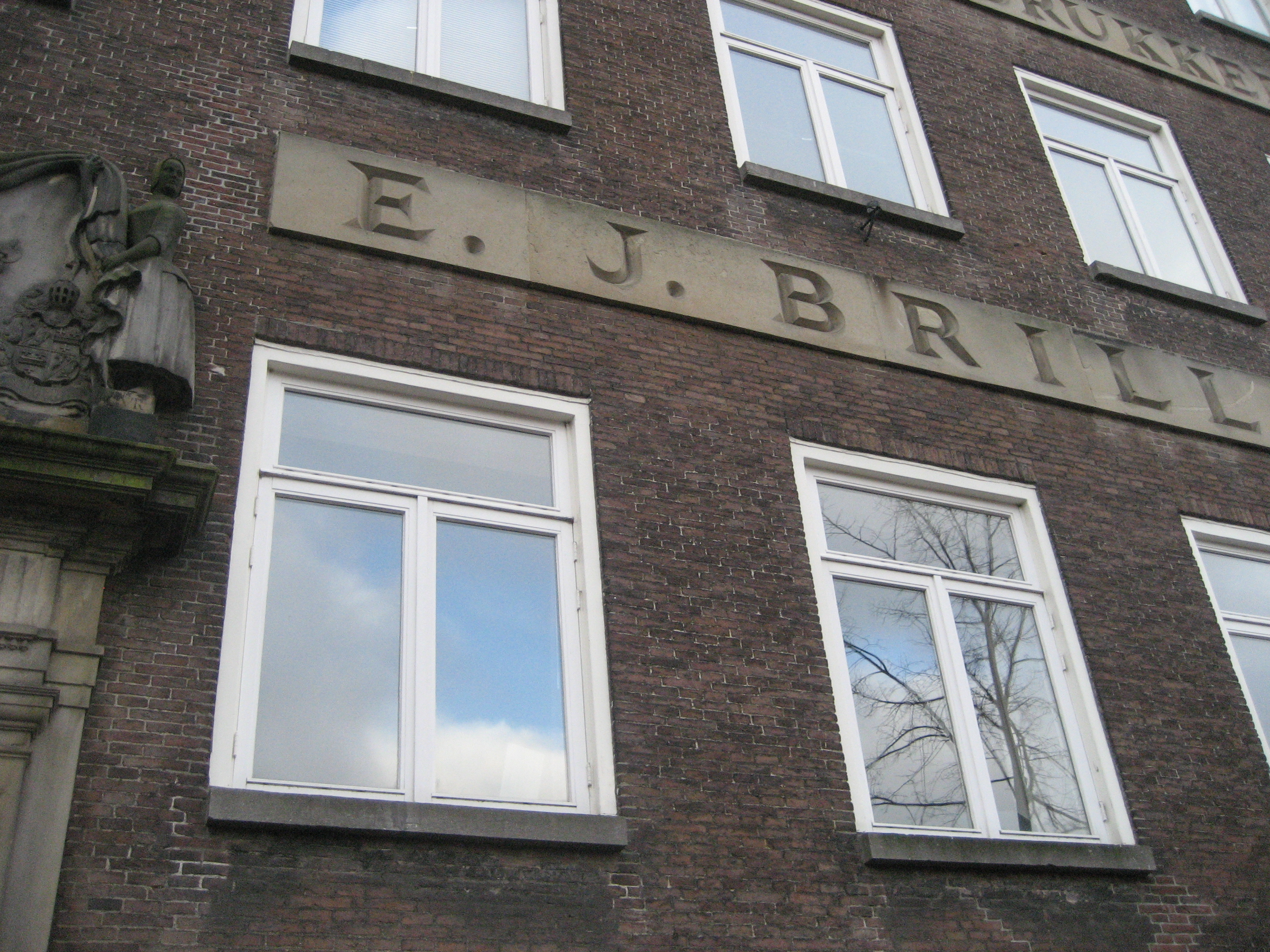
Oude Rijn 33, Leiden (Brill 1883-1985)

Koninklijke Brill NV, lange tijd bekend onder de naam E.J. Brill (van Evert Jan Brill, die het bedrijf leidde tussen 1848 en 1871), is een Nederlandse uitgeverij. Ze is vooral bekend door haar wetenschappelijke uitgaven, onder meer op het gebied van de oriëntalistiek, de klassieke letteren, biologie, China- en Islamstudies. Brill is altijd nauw verbonden geweest met de Leidse universiteit en de stad Leiden, waar haar hoofdvestiging is.

## Geschiedenis
Brill is een van de oudste uitgeverijen van Nederland, naast bijvoorbeeld Elzevier (1583/1593) en Koninklijke Joh. Enschedé (1703) en is sinds de oprichting door Jordaan Luchtmans in 1683, gevestigd in Leiden. In 1848 was er niemand meer van het geslacht Luchtmans die het bedrijf over wilde nemen en kwam het in handen van Evert Jan Brill die al jarenlang werkzaam was bij het bedrijf.
Gestart aan het Rapenburg kwam Brill via de Oude Rijn uiteindelijk terecht aan de Plantijnstraat. Brill had jarenlang een eigen drukkerij en zetterij, een antiquariaat en boekhandelsvestigingen in diverse landen. In 1989 zijn zetterij en drukkerij verkocht, kort daarna werd het antiquariaat verzelfstandigd en werden de buitenlandse vestigingen opgeheven met uitzondering van het kantoor in Amerika. Vanaf 1991 beperkt de onderneming zich tot het uitgeven van boeken en tijdschriften.
Uitgeverij Brill heeft haar wortels liggen in de Gouden Eeuw, die ook op wetenschappelijk gebied een bloeiperiode was. Belangrijke fondsen waren van oudsher geschiedenis, religie, judaïca en islamstudies. Luchtmans gaf Pierre Bayle’s Dictionnaire historique et critique uit, Brill publiceerde onder meer de boeken van Christiaan Snouck Hurgronje, de Nag Hammadi-codices, diverse publicaties rond de Dode Zeerollen, T'oung Pao, het tijdschrift voor Chinese studies en de Encyclopaedia of Islam. Een bestseller bleek het werk Sexual Life in Ancient China van Robert van Gulik. Brill had haar bekendheid mede te danken aan de drukkerij waar Chinese karakters net zo gemakkelijk werden gezet als Hebreeuwse letters.
Zoals zoveel 'boekhandelsneringen' in de 17e eeuw, werkte Brill nauw samen met de Universiteit Leiden en nog steeds bestaat er een hechte band. Zo sponsort uitgeverij Brill het Scaliger Instituut van de Universiteitsbibliotheek met het mogelijk maken van het aanstellen van een of twee Brill fellows per jaar.
Brill heeft sinds eind twintigste eeuw een aantal aankopen gedaan waardoor de vakgebieden waarop wordt uitgegeven zijn uitgebreid. In 1999 werd de tijdschriftenuitgeverij VSP overgenomen, in 2003 Martinus Nijhoff Publishers (Brill Nijhoff) en in 2006 zijn delen van Transnational en Gieben toegevoegd. In 2006 werden uitgeverij Hotei en IDC Publishers overgenomen, waardoor Brill met Hotei beschikt over een fraaie aanvulling op het Aziëfonds. In 2014 werden Hes & De Graaf Publishers en Editions Rodopi daaraan toegevoegd en in 2017 de Duitse uitgeverijen Verlag Ferdinand Schöningh en Wilhelm Fink Verlag, inclusief Konstanz University Press.
Na 2000 heeft het elektronisch uitgeven een hoge vlucht genomen en verschijnen alle publicaties bij Brill als E-boek en in druk. Het aandeel van de digitale verkoop in het totaal was bijna 60% in 2022. In de digitale wereld werkt Brill samen met onder meer Google (Scholar), Amazon en andere partijen die een grotere bekendheid van Brills uitgaven kunnen bevorderen. Brill is een winstgevend bedrijf, tussen 2018 en 2021 lag de gemiddelde nettowinst op € 2,6 miljoen per jaar. In 2022 leed het een verlies mede door het faillissement van een distributeur (Turpin) en de afschrijving op immaterieel actief.
Op 12 oktober 2023 werd bekendgemaakt dat Brill overgenomen zal worden door uitgeverij De Gruyter. De overname zal naar verwachting in het tweede kwartaal van 2024 plaatsvinden. Het fusiebedrijf dat dan ontstaat, zal 'De Gruyter Brill' gaan heten, met het hoofdkantoor in Berlijn. op 8 november werd de hoogte van het bod bekendgemaakt, De Gruyter is bereid € 27,50 per aandeel Brill te betalen. Op 4 maart 2024 ging de combinatie verder als De Gruyter Brill.

## Organisatie
Sinds 1896 is Brill een naamloze vennootschap. Het hoofdkantoor is gevestigd in Leiden, met nevenvestigingen in Boston (VS), Paderborn, Göttingen en Keulen (alle Duitsland), Wenen (Oostenrijk), Singapore en Beijing (China). Algemeen Directeur is sinds februari 2023 Peter Hendriks.

## Directeuren van Luchtmans en Brill vanaf 1683
- Jordaan Luchtmans (1683-1708)
- Samuel Luchtmans (1708-1757)
- Samuel Luchtmans (II) (1755-1780)
- Johannes Luchtmans (1755-1809)
- Samuel Luchtmans (III) (1809-1812)
- Johannes Brill (1812-1821)

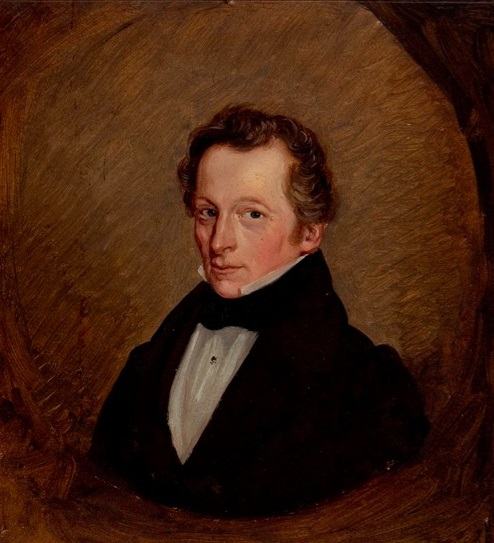
Portret van J.T. Bodel Nijenhuis door J.L. Cornet (Collectie Universiteitsbibliotheek Leiden)

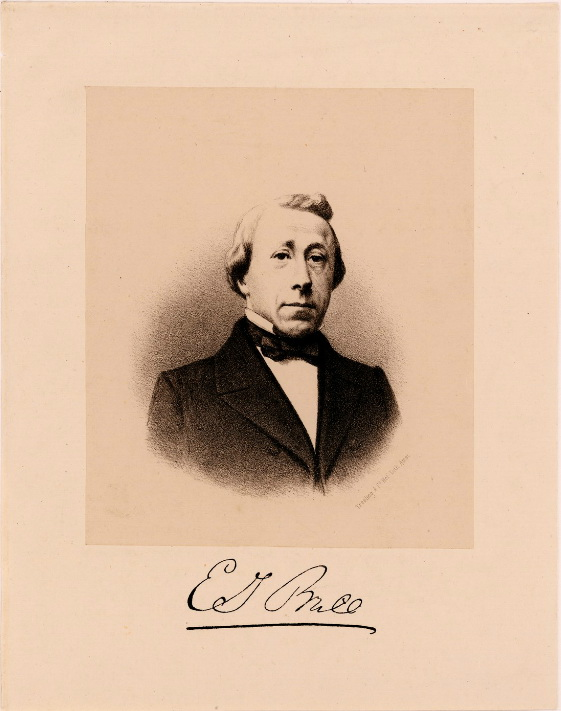
Lithografie van E.J. Brill, collectie Deutsches Buch- und Schriftmuseum Leipzig

- Johannes Bodel Nijenhuis (1821-1848)
- Evert Jan Brill (1848-1871)
- Adriaan van Oordt (1872-1903)
- Frans de Stoppelaar (1872-1906)
- Cornelis Peltenburg (1906-1934)
- Theunis Folkers (1934-1947)
- Nicolaas Posthumus (1946-1958)
- Frederik Wieder jr. (1958-1979)
- Tom Edridge (1979-1980)
- Frederik Wieder jr. (1980-1981)
- Willem Backhuys (1981-1989)
- Frans Pruijt (1989-1993)
- Joost Kist (1993-1994)
- Reinout Kasteleijn (1994-2004)
- Herman Pabbruwe (2004-2018)
- Peter Coebergh (2018-2022)
- John Martin (2022-2023)
- Peter Hendriks (2023-heden)